# Rhyacophila alpina
Rhyacophila alpina är en nattsländeart som beskrevs av Vaillant 1968. Rhyacophila alpina ingår i släktet Rhyacophila och familjen rovnattsländor. Inga underarter finns listade i Catalogue of Life.